# Iwama Ryu
Iwama ryu (en japonès « escola d'Iwama », és el nom generalment emprat per designar l'estil d'aikido ensenyat per Morihiro Saito.
Morihiro Saito va ser un dels més pròxims deixebles del fundador de l'aikido, Morihei Ueshiba. Va practicar quotidianament sota la direcció d'aquest darrer durant més de 24 anys, com alumne intern (uchi deshi).
Després de la mort de Saito Sensei, els seus alumnes es dividiren en diversos grups, alguns dels quals segueixen lligats a l'Aikikai Hombu Dojo i a la família Ueshiba, i d'altres, entre els quals es troba el seu fill Hitoiro Saito, es desvincularen per complet de l'Aikikai fundant un nou dojo a Iwama.